# Ganbaataryn Otgondżargal
Ganbaataryn Otgondżargal (mong. Ганбаатарын Отгонжаргал; ur. 9 czerwca 1996) – mongolska zapaśniczka walcząca w stylu wolnym. Zajęła dwunaste miejsce na mistrzostwach świata w 2022 roku. 
Srebrna medalistka mistrzostw Azji w 2022. Mistrzyni świata wojskowych w 2017. Trzecia w Pucharze Świata w 2017, 2018 i 2022. Brązowa medalistka MŚ U-23 w 2017 roku.